# حرية الدين في العراق
وفقًا لأحدث الإحصاءات الحكومية، كان 97% من سكان العراق مسلمين في عام 2010 (60% شيعة و40% سنة)؛ وينص الدستور على أن الإسلام هو الدين الرسمي للبلاد.
في عام 2023، حصلت العراق على درجة واحدة من أصل أربع درجات فيما يتعلق بالحرية الدينية.
في العام نفسه، صُنفت في المرتبة 18 من حيث أسوأ مكان في العالم للمسيحيين.

## خلفية
في العقد الأول من القرن الحادي والعشرين، أدت انتفاضات تنظيم الدولة الإسلامية (داعش)، الذي كان يُسمى سابقًا الدولة الإسلامية في العراق والشام (داعش) أو الدولة الإسلامية في العراق والشام (داعش)، إلى انتهاكات للحرية الدينية في أجزاء معينة من العراق. داعش هي جماعة جهادية سنية تدعي السلطة الدينية على جميع المسلمين في جميع أنحاء العالم وتطمح إلى إخضاع معظم المناطق التي يسكنها المسلمون في العالم لسيطرتها السياسية بدءًا من العراق. تتبع داعش تفسيرًا متطرفًا معاديًا للغرب للإسلام، وتروج للعنف الديني وتعتبر أولئك الذين لا يتفقون مع تفسيراتها كفارًا أو مرتدين. في الوقت نفسه، تهدف داعش إلى إقامة دولة إسلامية ذات توجه سلفي في العراق وسوريا وأجزاء أخرى من بلاد الشام.
مع خسارة تنظيم الدولة الإسلامية للأراضي في جميع أنحاء العراق في عام 2016، أعادت القوات المسلحة والميليشيات المتحالفة معها ترميم الصلبان، وسُمح للمسيحيين بالعودة إلى ديارهم.

## حالة الحرية الدينية
في عام 2006، صرّح مراسل صحيفة ذا جلوب، خضر دوملي، بأن حكومة إقليم كردستان مارست تمييزًا ضد المسيحيين، وأن القضاء الذي يهيمن عليه الحزب الديمقراطي الكردستاني، وفقًا للمسيحيين الآشوريين، مارس هذا التمييز بشكل روتيني ضدهم، مفشلًا في إنفاذ الأحكام لصالحهم. وقد رفضت حكومة إقليم كردستان هذه الاتهامات.
في عام 2022، أفادت المنظمات غير الحكومية المحلية والدولية أن الحكومة استمرت في استخدام قوانين مكافحة الإرهاب كذريعة لاحتجاز الأفراد دون اتباع الإجراءات القانونية الواجبة (معظمهم من العرب السنة). كما أبلغ الإيزيديون والمسيحيون عن تعرضهم للإساءة اللفظية والجسدية من قبل السكان المحليين؛ في سبتمبر/أيلول 2022، هدد أفراد من الشرطة المحلية وشركة أمنية خاصة مرتبطة بميليشيا كتائب حزب الله الشيعية بطرد 400 مسيحي نازح داخليًا من مخيم مريم العدرا للنازحين في بغداد.
في عام 2022، كان تنظيم داعش لا يزال نشطًا في العراق، حيث ينفذ عمليات الخطف والقتل؛ كما أن نشاط حزب العمال الكردستاني مستمر أيضًا.

### تعرُّف
تعترف الحكومة بالمجموعات الدينية التالية؛ المسلمون، الكلدان، الآشوريون، الآشوريون الكاثوليك، السريان الأرثوذكس، السريان الكاثوليك، الأرمن الرسوليون، الأرمن الكاثوليك، الروم الكاثوليك، البروتستانت الوطنيون، الأنجليكان، الآشوريون البروتستانت الإنجيليون، السبتيون، الأقباط الأرثوذكس، الإيزيديون، الصابئة المندائيون، واليهود ؛ جميع المجموعات الدينية المعترف بها (باستثناء الإيزيديين) لديها محاكم الأحوال الشخصية الخاصة بها والتي تتعامل مع قضايا الزواج والطلاق والميراث. لا يُسمح للجماعات البهائية والزرادشتية والكاكائية بالتسجيل لدى الحكومة، على الرغم من الاعتراف بها في المناطق الكردية؛ البهائية غير قانونية.

### تعليم
تتطلب اللوائح الحكومية ثلاثة فصول أسبوعياً للتعليم الإسلامي في المدارس العامة - ولا يُطلب من الطلاب غير المسلمين المشاركة؛ ولا يوجد شرط للتعليم الديني في المناطق الكردية.

### بطاقات الهوية
في عام 2016، بدأت الدولة بإصدار بطاقات هوية، دون تحديد ديانة حاملها، مع أن نموذج الطلب يتطلب هذه المعلومة، وهي محفوظة على شريحة بيانات البطاقة. يجب على المواطنين تحديد ديانتهم على أنهم مسيحيون، أو صابئة مندائيون، أو يزيديون، أو يهود، أو مسلمون.

### قوانين التحويل
يحظر القانون تحويل المسلمين إلى ديانات أخرى؛ فإذا كان الشخص مسلمًا أو اعتنق الإسلام، يُنظر إلى أطفاله تلقائيًا على أنهم مسلمون.